# KND ハチャメチャ大作戦
KND ハチャメチャ大作戦（ケイエヌディ ハチャメチャだいさくせん Codename: Kids Next Door）はカートゥーン ネットワークで放映されているアクションコメディーアニメ。
原作者はトム・ウォーバートン（Tom Warburton）。制作会社はCurious Pictures。2001年8月に行われたBig Pick Weekendという新作カートゥーン10本の中から全米視聴者投票で次のカートゥーンシリーズとなる作品を選出する企画番組で選ばれた結果、2002年の12月6日にカートゥーン ネットワークでシリーズデビューする（その前年には同番組から『ビリー&マンディ』がデビューしている）。基本は15分×2エピソード形式。たまに30分エピソードもある。日本では2004年9月4日より放映開始。
物語は、悪い大人やティーンエイジャーの圧制に対して戦う5人の子供たちを中心に描かれている。彼らはツリーハウスという秘密基地で生活しており、日々子供たちを守るために様々な任務を遂行している。2006年には映画版『Operation: Z.E.R.O.』も公開されている。TVシリーズはシーズン6（全78話）まで制作され、2008年1月（日本では9月）に放映された最終回『最後の任務を語れ』（Operation: I.N.T.E.R.V.I.E.W.S.）をもってシリーズ完結となった。

## 概要
KND（Kids Next Door、本来は「隣の家の子」という意味の慣用句）とは、悪い大人による圧政的な支配から子供たちを解放するために戦う、何千人もの子供たちによる秘密組織である。隊員はそれぞれ自分のナンバーを持っており、どこかのセクターに参加してツリーハウスという秘密基地で生活を送りながら日夜任務をこなしている。「危機にある子供の世界」を解放するという志のもと、出身国や人種もばらばらのメンバーたちが、それぞれの特技や個性を活かしながら、手作りの秘密兵器（ガラクタテクノロジーと呼ばれる）を駆使して活躍している。子供視点ならではの面白い勘違いや、些細なことでも大げさな事件にまで真剣に盛り上げてしまう清々しいまでの馬鹿馬鹿しさが本作の最大の魅力といえる。また様々な映画やアニメのパロディも随所に見られ、ストーリーにいろどりを添えている。また、KNDは子供たちの組織なので、13歳の誕生日を迎えてティーンエイジャーになる隊員はそれまでのKNDに関する記憶を全て消去して、仲間のことも全て忘れて組織を引退しなければならない（例外的に「子供の心を持って」13歳になった者がKNDを卒業せず、特殊秘密部隊「スーパーシークレット部隊」（モーリス曰く「13歳を過ぎても優秀な成績を残した人のみ残れる部隊」）としてティーンエイジャー等に潜り込んだり、後進の指導に当たることもある）。本編では、セクターVに所属する5人の10歳児たちをメインに話が展開していく。
原作者のトム・ウォーバートンは元々パイロットフィルムの時点では『ケニーとチンピー』という別の番組の一環として「ケニーの隣宅に住む悪ガキたち」という設定でこのKNDのキャラクターたちを考え出した。「キッズネクストドア（＝隣の子供たち）」という名前はその名残。結局本編の『ケニーとチンピー』よりも評判が良かったため、後にKNDの子供たちに焦点をしぼったストーリーに話の筋が変えられ、現在の形となった。

## 登場人物

### KND

#### セクターV
セクターVのツリーハウスはナンバー2が設計し、ナンバー1の家の屋根を貫いた形で設置されている。学校からは割と近いらしい。ナンバー1〜5が所属している。各メンバーの個室、会議室、動力炉、戦闘メカの格納庫&発射台等があり基地を動かす電力は何万匹ものハムスターで発電されている。大人やティーンエージャーが侵入すると自動警報が作動する（自動警報がない設定の回もある）。ツリーハウスは世界各地にあり、セクターごとのメンバーが基地を守っている。家のすぐ近くには宿敵ファーザーの家があり、おすましキッズもこの家で暮らしている。メンバーたちがサングラスや前髪で目が隠れているのが特徴である。
最終回ではナンバー1がセクターVのリーダー役を引退して以来はナンバー2、3、4と5も引退して結婚する（ナンバー2から5とナンバー3から4）。
ナンバー1（ナイジェル・ウノ）/Numbuh 1（Nigel Uno）
声 - 鈴木正和/英 - ベンジャミン・ディスキン
セクターVのリーダー。一人称は「オレ」。スキンヘッドのイギリス人。
チームで唯一の一人っ子で責任感が強く、仕事中毒気味で、メンバーに常に厳しく振舞うが、ハエが怖かったり逃げる時はいつも真っ先に逃げるなど、ヘタレな面も持つ。
普段からサングラスをかけているため、目は隠れているが、時折サングラスの上から目を出していることもある。
ナンバー5に誘われKNDに入隊したが、実は入隊試験は受けておらずナンバー5がコンピュータをハッキングし、テストの点数を操作したことによる裏口入学である。
仲間たちには普段はナンバー〜と呼ぶが、仲間達が怪我をしたりピンチに陥ると名前で呼ぶ。
幼い頃に家族でアメリカに引っ越してきたため、イギリス英語は理解していない。
総司令官だったナンバー274ことチャド・ディクソンに武器の使い方や戦法のレクチャーを受けたことがあり、彼と一緒に写っている写真は敵対後も大事に飾っている。
ビーチが嫌いかつ、尻が大きいのを気にしている。
隠れレインボーモンキーファンで、自身のパンツもそれがデザインされている。
リジー・ディヴァインという名の少し強引なガールフレンドがいる。
大人たちを嫌っているが、時には互いのために大人と共闘し、受けた恩は必ず返している。
最終回ではセクターVと別れってGKNDに加入する。
名字の「ウノ」はスペイン語で「1」という意味。
- ミスター・ウノ/Mr. Uno
  - 一時的におすましキッズによって大人にされたナンバー1本人。一時はファーザーが経営するアイスクリーム販売会社の従業員となっていた。最後は元に戻る。

ナンバー2（ホーギー・P・ギリガン・ジュニア）/Numbuh 2（Hogarth “Hoagie” P. Gilligan Jr.）
声 - 柴田創一郎/英 - ベンジャミン・ディスキン
セクターVのメカニック担当。一人称は「ボク」。飛行帽の下は、茶色のショートカットの髪型のアメリカ人（ドイツ系あるいはユダヤ系の説あり）。
手先が器用で、機械の扱いや発明を得意としており、ツリーハウスも彼の設計で、おたく的な要素も持つ。
肉付きの良い見た目の通り、食欲旺盛でチリドッグが大好物。
父親の形見である浮き輪を大事にしており、古臭いとバカにされながらも長年のパートナーとして愛している。
しばしばセンスのないダジャレを口にしてナンバー5に叱責される。
ナンバー5の姉のクリーに気があるらしく、しばしば大人なアプローチをする。
ナンバー1やナンバー4とは親友。
名字の「ジュニア」は「2番目」という意味を持つ。
- ハンク/Hank
  - 装置の異常で大人のティーンエイジャーの姿になってしまったナンバー2が、出会ったクリーにとっさに名乗った偽名。その過程でKNDを追い出され、KNDの敵であるクリーと恋仲になるが、クリーのKNDへの卑劣な仕打ちに怒り仲間を取る。一定時間経つと元に戻る。

ナンバー3（クキ・サンバン）/Numbuh 3（Kuki Sanban）
声 - 小暮英麻/英 - ローレン・トム
セクターVのムードメーカー。一人称は「アタシ」。黒いロングヘアの日本人。
その気まぐれな行動はチームにしばしば混乱をもたらすが、逆にピンチを救うこともある。
看護係やハムスターの世話をし、歌が上手く、よく鼻が利き、可愛いものが大好きな泣き虫だが、怒らせると非常に怖い。
小さな生き物やレインボーモンキーに愛と情熱を注ぎ、部屋はレインボーモンキーグッズだらけ。
非常に暑がりな父親とは対照的でとても寒がり。
戦闘時には彼女専用のメカ「ヒッピーホップ」というウサギ型のロボットに乗り込み戦うが、登場すれば必ず破壊される。
ナンバー4とはケンカをすることもあるが仲が良く、彼女もナンバー4のことが好きらしい。
名字の「サンバン」はそのまま日本語の「3番」という意味。
同じくカートゥーン ネットワークの作品である『ビリー&マンディ』の長編『ビリー&マンディの大冒険』にカメオ出演したことがある。
ナンバー4（ワラビー・ビートルズ）/Numbuh 4（Wallabee “Wally” Beetles）
声 - 中村俊洋/英 - ディー・ブラッドリー・ベイカー
セクターVの切り込み隊長。一人称は「オレ」。金髪のオーストラリア人。
戦闘のエキスパートで真っ先に敵の元へと飛び込んでいくカッとなりやすい性格で自信過剰気味の問題児で、「いじめっ子バトル」に参加したり、私用の為に独断で悪人を解放するなど問題行為も多く、KNDの刑務所に収監されたこともある。ただし、それ以上に仲間想いであり、大切な仲間を傷つけた人間は絶対に許さない。
脱走を図るほどの学校嫌いでもあるため、英単語をことごとくデタラメにしか綴ることが出来ない上、算数も苦手のようで秒読みもデタラメ（ナンバー1曰く、3秒を数えるのに軽く10分はかかるらしい）。その頭の悪さ加減から、敵にも間抜け呼ばわりされており、おまけに基地のハムスターにまで馬鹿にされているが、新しく来た美人の担任への憧れから宿題をするようになる。
レインボーモンキーやハロウィンの仮装をガキっぽいと馬鹿にしているが、ナンバー3の前ではそのことを言えなくなってしまう。
カナヅチかつ血が大嫌いで自分の血を見ると失神してしまう。
セクターVで一番背が低いが、本人はあまり気にしていない。
ヘアースプレーを使っているため、老後はハゲるらしい。
芽キャベツ、レバーなど嫌いな食べ物が多いものの、口が異常に腫れるほどのココナッツアレルギーにもかかわらず、ココナッツチョコバーが好物。
ナンバー1とは初めて行った小学校でいじめにあった際に助けてもらってからの縁で、ナンバー2とも親友。
ナンバー3のことが好きらしいが素直になれない性格のためにずっと気持ちを伝えられずにいるが、結構仲が良い。
名字の「ビートルズ」はイギリスの有名な4人組のロックバンドグループが由来。
ナンバー5（アビゲイル・リンカーン）/Numbuh 5（Abigail “Abby” Lincoln）
声 - 阪口周平/英 - クリー・サマー
セクターVのサブリーダー。一人称は「アタシ」か「ナンバー5」。黒っぽい肌をしていて、長髪を三つ編みにしているアメリカ人（アフリカ系もしくはフランス系）。
一見すると男の子のように見えるが実は女の子であり、冷静さを失わないクールな性格で、格闘術に長け、頭がよく作戦計画が得意で、小学校ではクラスの優等生でもあるため、おたく的な要素は皆無。その反面、キャンディーやアイスクリームがとても大好きという面も持ち、スイーツハンターの一面も持つ。
個室にいる時は眼鏡をかけているが、彼女自身は眼鏡をかけている姿を見られるのがあまり好きではなく、サングラス姿はなおさら苦手。
ティーンエイジャーとなってしまった姉のクリーとは敵対状態だが、クリーに貰った赤い帽子は大切にしている。
主にナンバー2とナンバー4がバカなことをする度に帽子ではたき、ナンバー2のセンスの無いダジャレにはあきれていて、その度に注意をしている。
ナンバー4がナンバー3のことを好きなのを知っているのでよくからかう。
子供がいる年の大きく離れた兄がいるらしい。
名字の「リンカーン」はアメリカの5ドル札に印刷されているエイブラハム・リンカーンが由来。

#### 月面基地
月の表面に作られたKNDの中心基地。総司令部や引退管理局があり、全KNDメンバーのデータが入ったコードモジュールが保管されている。訓練生の卒業もここで行われる。切り離しスイッチを押すと月から離れ、太陽に向かうように設計されているが、位置を変えることも可能。歴史では大人との戦争で地球を追われた子供達が月へ移住し、最後の楽園として作られたらしい。昔は宇宙服をつけなければ生活できなかったが、技術が進歩したのか生身の身体でも平気な様である。『オペレーションZ.E.R.O.』以降は外見が変化している。
ナンバー86（ファニー・フルブライト）/Numbuh 86（Fanny Fulbright）
声 - 藤松梓/英 - ジェニファー・ヘイル
月面基地の引退管理局のトップ。おそらくスペイン出身だが、アイルランド系（原語版ではアイリッシュ訛りがある）。グローバルコマンドたちを率いて、引退しなければならないKNDのメンバーを捕まえ連行する役目をもつ。女尊男卑で、女に優しく男に厳しい。爪を噛む癖が嫌い。その激しい性格のため、人に怒鳴り散らしたりする（ナンバー274もたじろぐほどだが、ナンバー362には頭が上がらない）が、レインボーモンキーが大好きという女の子らしい面も持つ。
逆境に弱く、性格が災いして友達がいないのが悩み。ナンバー1とは幼稚園の頃からの知り合い。ナンバー4のことが気になっていたこともある。パディーとシャウニーという2人の弟がおり、パディーはKND隊員のナンバー85でもある。そして父親はミスター・ボスである。パディーからは「パパより怖い」と評される。
3年前は医療班に所属していた。
ナンバー362（レイチェル・T・マッケンジー）/Numbuh 362（Rachel T. McKenzie）
声 - 田中美代子 → 伊藤亜矢子 → 外村晶子、西墻由香/英 - レイチェル・マクファーレン
月面基地所属。最初は副司令官として登場。ナンバー274が離反した後、KNDの総司令となる。その強さは他のメンバーも認めているほど。厳しさと優しさを兼ね備えた性格の持ち主。重要な局面においてセクターVを信頼して、任務を任すこともある。弟がおり、最終回にて彼もKND隊員となる（ナンバー363）。
ナンバー35（バーティー・ストーク）/Numbuh 35（Bartie Stork）
声/英 - ディー・ブラッドリー・ベイカー、トム・ケニー
KND隊員。グローバルコマンド所属。月面基地に保管されているコードモジュールを管理するメンバー。
ナンバー44（ピート&ピーター・ダブルミッツ）/Numbuh 44（Pete & Peter Doblemitz）
声 - 桑原英人/英 - ローレン・トム、ディー・ブラッドリー・ベイカー
双子のKND隊員。珍しく二人で一つのナンバーを持っている。グローバルコマンド所属。
ナンバー99/Numbuh 99
KND隊員。グローバルコマンド所属。
ナンバー58、ナンバー59/Numbuh 58、Numbuh 59
声 - 田中美代子、柴田創一郎/英 - レイチェル・マクファーレン、ジェイソン・ハリス→ トム・ケニー → チャーリー・シュラッター → ジェイソン・ハリス
KND隊員。グローバルコマンド所属。13歳の誕生日を迎え、引退を拒んでいたナンバー206を月面基地へ護送しようとしていたが…。
ナンバー92、ナンバー93/Numbuh 92、Numbuh 93
声 - 中村俊洋、柴田創一郎/英 - ベンジャミン・ディスキン → ジャニス・カワエ、タラ・ストロング
KND隊員。セクターVが捉えたクリーを月面基地へ護送する任務を受けていた。

#### 北極基地
北極にあるKND基地。主に訓練生の訓練所として利用されているが、敵の手から逃れるためにコードモジュールが移動して来たことがあった。基地の全体は海の中にあり、地上には木が一本立っているだけである。炎を使うファーザーとは地理的に相性が悪い。
ナンバー60（パットン・ドリロヴスキー）/Numbuh 60（Patton Drilovsky）
声 - 成瀬誠 → 桑原英人/英 - マット・レビン
KND北極基地を管理するKNDメンバー。
ナンバー30C/Numbuh 30C
南極の優秀なKNDメンバー。ぶ厚いコートに赤いゴーグルをかけているが、正体はサングラスをかけたハワイ風の南国の少年で、ギリギリ教授の研究作品である世界一上手いかき氷製造マシンのかき氷を食べるため、それに気づかずに阻止するべくやってきたセクターVに協力するように見せかけて、ことごとく作戦を妨害する。

#### セクターW
トミーと同期のKND訓練生が所属するセクター。ツリーハウスの所在は不明。
ナンバー83（ソニア）/Numbuh 83（Sonia）
声 - 田中美代子 → 峯香織/英 - ジャニス・カワエ
トミーと同期のKND訓練生。暗所恐怖症で、長い間暗いところにいると暴れだす。怒らせると凶暴になり、相手を叩きのめしてしまう。その様子は居合わせたKNDのメンバーが震えだすほど。訓練シミュレーションにも怯える臆病な性格だったが、北極基地で大人と戦うにつれてたくましく成長する。
ナンバー84（リー）/Numbuh 84（Lee）
声 - 田中美代子 → 峯香織/英 - ジャニス・カワエ
トミーと同期のKND訓練生。口癖は「クール」で、ヨーヨーが得意。基地を破壊しようとするファーザーをかっこ良く感じるなどずれた感性を持っている。
ナンバー85（パトリック・フルブライト）/Numbuh 85（Patrick “Paddy” Fulbright）
セクターWに所属するアイルランド系の少年。爪を噛む癖がある。父親に散髪されて変な髪形にされてしまうが、実はナンバー86の実弟であり、その父親がミスター・ボス。姉の事を「パパより怖いお姉ちゃん」と怖れている。
ナンバー363（ハーヴェイ・マッケンジー）/Numbuh 363（Harvey McKenzie）
声 - 大本命/英 - ジェニファー・ヘイル
ナンバー362の弟。セクターWのリーダーとして、ソニアやリー達を率いる。人に触れられると、ヒステリーを起こす。任務のためなら、KNDの仲間も見捨て、最終回で本性が現したため、83と84に仕返しを受けてしまう。

#### KND（その他）
ナンバー6（ブラッドリー）/Numbuh 6（Bradley）
キャンプ場でナンバー3が発見したスカンクの子供。KNDのメンバーを救った功績を認められて、特別にKNDのメンバーになる。後に事故にあって大怪我を負うが、ナンバー2の手術により半分機械の体の「メカ・ブラッドリー」に生まれ変わった。
ナンバー10/Numbuh 10
声 - 清和祐子 → 峯香織/英 - キム・マイ・ゲスト
セクターLのリーダーにして、KNDニュースのニュースキャスター。ナンバー2とナンバー3曰くカワイイ。実はナンバー1の母方の従姉。リジーと友人になる。ナンバー1のレインボーモンキーパンツに苦言を呈する一人。
ナンバー13/Numbuh 13
声 - 中村俊洋/英 - ビリー・ウェスト
セクターNに所属する少年。13と描かれた鍋を被り、壊れたメガネをかけている。本人からの明確な悪意は無いものの、あまりにもドジな上に無神経で思慮に欠けた言動が多く、所属するセクターNのメンバーは勿論、他のKND隊員からも敬遠されている。捕虜交換でトイレットネーターと交換で開放されたが、セクターVによって大人の下に送り届けられてしまった。ある意味、KNDにおけるトイレットネーターのような存在。
ナンバー14（マリールー・サラジェーン・ジョーンズ）/Numbuh 14
セクターNのリーダーを勤めるKND隊員の少女。金髪の白人の少女。同じセクターのメンバーであるナンバー13のドジの後始末を任されており、そのために彼を快く思わず、捕虜交換で開放されたナンバー13を体よくセクターVに押し付けたこともある。
ナンバー23（バージニア・シムス）/Numbuh 23
声 - 田中美代子/英 - ローレン・トム
セクターK所属。ナンバー86のパジャマパーティーに訪れた。黒髪の二つぐくり。ナンバー3にナンバー4への気持ちを尋ねるなどしてからかう。
ナンバー24/Numbuh 24
セクターK所属。4年生の学級委員長の護衛任務に参加していた韓国人メンバー。番組内の企画で視聴者の応募から誕生したキャラクター。
ナンバー42/Numbuh 42
セクターXに所属する少年。他のKNDメンバーもハマっている「イッパーカードスクアドロン」というカードゲームで、レアカードを手に入れるために盗む手段をとってしまったため、おたくゾンビたちに襲われたところをセクターVに救出された。ナンバー2とはおたく友達。ちなみに彼がゾンビから逃げる時に乗った気球の風船の1つに『デクスターズラボ』のデクスターが混じっている。
ナンバー46/Numbuh 46
ナンバー47/Numbuh 47
ナンバー48/Numbuh 48
中国のKND隊員。メガママに固められてしまった。
ナンバー65.3/Numbuh 65.3
声 - 田中一永 → 実川学/英 - ディー・ブラッドリー・ベイカー
モニターでしばしばセクターVに指令や警告を出してくるKND隊員。出っ歯と眼鏡が特徴。時々ポケットにつけたプロテクターを自慢する。ナンバー1のガールフレンドのリジーに気がある。
ナンバー67/Numbuh 67
ナンバー68/Numbuh 68
ナンバー69/Numbuh 69
フランスのKND隊員。メガママに固められてしまった。
ナンバー78（アンジェリー）/Numbuh 78
声 - 枻川紘美/英 - ローレン・トム
セクターXのリーダー。勇敢な黒人の少女。ちなみにナンバー42が探していたレアカードのナンバーも「78」。
ナンバー88/Numbuh 88
声 - 桑原英人/英 - クリー・サマー
ファーザーの屋敷に飼い犬に変装してスパイ活動をしていたKNDメンバー。
ナンバー101（マット）/Numbuh 101KNDマジでクールな記念品とかその他もろもろ博物館を経営するメンバー。セクターVの大ファンでメンバー全員のサインもコレクションしている。
ナンバー191/Numbuh 191
ナンバー101の博物館に展示されている大人の悪党ギャラリーを制作している。ただし材料は自身の耳垢なので見学者からは気味悪がられていた。
ナンバー202/Numbuh 202
声 - 田中美代子 → 藤松梓/英 - レイチェル・マクファーレン → ジェニファー・ヘイル
セクターGのメカニック担当。
ナンバー275/Numbuh 275
KND科学部に所属するメンバー。
ナンバー20000/Numbuh 20000
声 - 奈良徹/英 - チャーリー・シュラッター
KND海底支部のメンバー。あるウイルスが感染しそうな際に海底のツリーハウスに船を突撃させようとした。

#### KND（過去のメンバー）
ナンバー8Aとナンバー8B/Numbuh 8A and Numbuh 8B
クリーがナンバー11としてセクターVのリーダーを勤めていた頃のKNDのセクターVの双子の兄弟のメンバー。ナンバー5の初任務の際にティーンエイジャーによってチキンウィルスに感染させられたことがある。ナンバー5の過去の回想やナンバー1の過去の回想に登場している。
ナンバー100/Numbuh 100
ナンバー1がKNDに入隊した当時の総司令官。ナンバー5の過去の回想と名前のみ登場。
ナンバー19センチュリー/Numbuh 19th Century
19世紀初めにアラモードの砦にあった世界一美味しいバースデーケーキのレシピを手に入れたKND隊員。しかしその直後、罠にかかり現代に至るまで氷付けにされていたため年齢はその当時と同じだが、引退の年齢制限を過ぎていた。昔の時代を生きていたため男性中心の考えが根付いている。ナンバー86と良い仲になるが記憶を消されて引退させられた。

#### KND（過激派）
分裂派とも言われている。悪い大人のみと戦う本来のKNDとは違い、大人を全て排除しようとする考えと噂されているため、ナンバー362とナンバー1はかなり用心している。
ナンバー71.562/Numbuh 71.562
声 - 田中一永/英 - ジェームズ・アーノルド・テイラー
KND科学部に所属するメンバー。
ナンバー74.239/Numbuh 74.239
声 - 岸本周也/英 - デイヴ・ウィテンバーグ
KND科学部に所属するメンバーでシーズン6の一部のエピソードのラストに何度か登場する謎の二人組の正体の一人。長い頭に出っ歯、さらに白衣を着ている。ナンバー∞とともにナンバー1に対して影から監視し、ナンバー1が大統領なってしまう悪夢を見せる、ツリーハウスのプログラムを暴走させるなど、さらにさまざまな特殊工作を行う。だがその目的はとても重大な物だった。過激派と判明する以前のエピソードにも野生化したナンバー1を復帰させる研究員や、海底基地（クリーに壊された）などに何度か登場していて滑舌の悪い喋りをしている。ティーンエージャーに感染させるにきびウィルスを開発したりある危険な病原菌を持っているとして女の子を隔離したりしていた。
ナンバー48フレーバー/Numbuh 48 Flavors
ナンバー∞/Numbuh ∞
声 - 最上嗣生/英 - フィル・ラマール
謎の二人組の正体の一人。ナンバー74.239とともにナンバー1を監視する。

### 敵キャラクター（ヴィラン）

#### 悪い大人たち
KNDと対立する大人達。たまに悪党達が集まることがあり、KND退治の作戦や雑談、映画の鑑賞をすることがある。また年に一度だけ悪党達のためのコンテスト「悪党ちょいサワー」があり、テレビ中継されている。
ファーザー/Father（ベネディクト・ウィッグルスタイン/Benedict Wigglestein）
声 - 坂口賢一（シーズン2まで）→ 最上嗣生（シーズン3以降）/英 - モーリス・ラマーシュ、ジェフ・ベネット（ベネディクト）
本作のカートゥーン ネットワーク・ヴィランズ。 KNDの最大にして最強の敵。敵の大人たちやティーンエイジャーたちや大人の味方の子供たちを率いる親玉。おすましキッズには「お父様」と呼ばれる。黒いシルエット（実は服であり人間の姿はDNKの世界にいる彼と同一である）で描かれ、怒ると炎を出す。変身能力もあり、ナンバー86に化けたこともあり、最終回では怒りのパワーでドラゴンにまで変貌した。KNDを憎み、色々な策を使ってKND壊滅を目論む。そんな彼だが根っからの悪人というわけではなく、レインボーモンキーフレークが好きだったりパーティに誰も誘ってくれず落ち込んだりとお茶目な面もある。歴史上初めて子どもにお仕置きをした大人に姿が酷似している（同一人物かどうかは不明）。普段はアイスクリーム販売会社の社長でもある。ブロッコリーが嫌い。
実はナンバー1の父親であるモンティの弟であり、ナンバー1の伯父に当たる。映画ではナンバー1と協力するが、グランドファーザーがモンティばかりにひいきされ、怒りを露わにするが、すぐに弱気になり去って行った。
最終回は元KNDメンバーとなったナンバー2、ナンバー3、ナンバー4、ナンバー5を強引に集め呼び出した張本人であり過去の出来事をインタビュー式に行い進行役を勤めた。そしてナンバー1を探し怒りながらCGでファーザーの姿が登場する。
悪徳指導員
キャンプ場で子供達を洗脳してバッグ作りやロープ網をさせていた指導員。
幽霊ハムスター
地底にある「ハムスターが最後に行くところ」から這い出してきた幽霊。ナンバー3を捕らえようとした。
ミスター・ウィンクとミスター・フィッブ/Mr. Wink and Mr. Fibb
声 - 横尾博之、くわはら利晃/英 - トム・ケニー、ディー・ブラッドリー・ベイカー
いつも二人組で椅子に座っているおじさん。ハゲ頭がウィンクで、牛の角が付いているのがフィッブ。プールや公園の監視をしていて、変形する監視の椅子型マシーンでKNDに襲いかかる。カウガールのラッソラスとはかつて友人同士だった。性格は比較的穏やかで「〜ですね」と互いに話す。
ミスター・ボス/Mr. Boss
声/英 - ジェフ・ベネット
ナンバー4の父親やナンバー2、ナンバー3の母親の勤める会社の社長。葉巻を咥え、頭が小さく身体が大きいのが特徴。アイルランド系の奥さんあり（子どもたちのアイリッシュ訛りの所以）。ナンバー86（ファニー）とナンバー85（パディー）、ショーニーの二男一女の父親でもある。
自分の子供以外の子供たちを嫌っており、KNDを倒すための作戦会議をよく他の悪役たちと共に開催している。親たちに沢山の残業をさせるために、子供たちを冥王星に飛ばそうとしたこともある。
子どもたちの散髪を自らするなど、父親らしい一面もある（しかしあまりにも下手なので子どもたちからは嫌がられているが）。ちなみに自分で子供を散髪する理由は「いちいち子供の散髪に5ドルも払ってられない」から。
トイレットネーター/Toiletnator
声 - 吉野貴宏/英 - ディー・ブラッドリー・ベイカー
彼はナンバー4の生物学的叔父であり、ナンバー4の父の双子の兄で、トイレットペーパーを巻きつけたような格好をしている悪役。本人は一生懸命だがドジで間抜けで失敗続きのため、他の大人たちから仲間外れにされ気味。トイレに潜って別のトイレへと移動できる。ナンバー4を宿敵と思っている。活躍したことはないが、登場した回数は一番多い。劇場版では一応KNDに襲い掛かるなど活躍はしている。
スティッキービアード/Stickybeard
声 - 吉野貴宏/英 - マーク・ハミル
キャンディーが大好きな海賊で、船であちこちのキャンディーを強奪して回っている。ヒゲに沢山のキャンディーがこびりついており、歯は虫歯でぼろぼろ。ナンバー5を自分の後継者に誘うが、断られる。悪役でありながら、アスパラガスの海に溺れかけたKNDたちのことを助けたり、ナンバー5と共にハインリヒ救出のために共闘したこともある。ナンバー5とは今となってはライバルのような関係である。なお、部下の一部からは本来の海賊らしいことをしない彼に不満が出ている。
おたくゾンビ
スパンキュロット伯爵/Count Spankulot
声 - 武虎 → 吉田浩二 → 野中秀哲/英 -  ダラン・ノリス
子供の尻を叩くのが大好きな吸「ケツ」鬼。KNDにハメられて投獄された後改心しKNDの仲間に加わろうとしたが、あまりにうっとうしく迷惑だったため、またもや策にはめられて投獄される。それ以来、KNDを恨んでいる。尻を叩かれた者を自分の仲間にしてしまう能力を持っている。規則を守らせようとするが、自分自身は規則を守るのが嫌いといった自己中心的なところもある。ニンニクアレルギー持ち。刑務所にいるはずだが、悪役が全員集合する回では普通に登場している。
スタファムばあさん/Gramma Stuffum
声 - 田中美代子 → 瀬尾恵子 → 外村晶子/英 - グレイ・デライル
食堂のおばちゃん。レバーやホウレンソウなど子供の嫌いなものを無理矢理食べさせようとしてくる。部下にレバーが1個とオニオンが2個いる。食べ物で作られたモンスターを生み出すことができる。セクターVのメンバーは武器で応戦していたが、ナンバー2はモンスターを平らげてしまった。
チェスター
子供をはさんだキッズバーガーを売り出したり、子供矯正モジュールを開発して世の中の親たちに売りつけようとしたり、あの手この手で商売を目論む男。ただし、そのたびにKNDに阻止される。
サメの家族
チェスターのキッズバーガーを買いに来たサメの家族。
ハエ
ツリーハウスに飛んできたハエ。正体はおすましキッズの監視カメラだった。
ミス・マーガレット/ミセス・マーガレット
巨大ホワイトアスパラガス
アスパラガスの海にいた怪物。
メガママとぶっこわしパパ
声 - 須部和佳奈、落合弘治/英 - グレイ・デライル、ジェフ・ベネット
ナンバー274ことチャドの両親。息子にたくさんの習い事をさせようとする。夫婦揃ってその強さはかなりのもので、かつて息子のナンバーが274なのに納得がいかず全世界のKNDを固めてしまったこともある。戦闘時は自身の顔を大きくした被り物をしている。息子の反抗が弱点。
高齢者レンジャー
ナンバー2の祖母・リディアをリーダーとした3人組。任務の時は若返りのクリームでティーンエイジャーとなるが、本来の姿になった時も合体メカで戦う。戦闘能力はかなり高く、セクターVもかなり苦戦した。一方では、高齢者を無下に扱う若者に対して戦う正義の味方の一面もある。
アイスクリーム販売会社
ビッグ・バッド・思春期（ローラ）
普段は小さなローラという女の子だが、自分の気に食わないことがあるとビッグ・バッド・思春期というニキビだらけの怪物のような姿に豹変する。ガールスカウトもしているらしい。ココナッツクリームが嫌い。
チーズ将軍（ロックフォール）
子供を捕まえて地下の鉱山でチーズを採掘させている将軍。部下のチーズ忍者たちを操り、世界中のチーズを我が物にしようとする。
ミスター・フィズ
声 - 中田和宏/英 - ジェフ・ベネット
13歳までの子供にコーラ（原版ではルートビア）を禁止し、違反した子供を捕まえて瓶詰めにする。ただし本人はコーラが大好きである。
ナイトブレイス/Knightbrace（ジャスパー・ジェリー/Jasper Jelly）
夜な夜な現われて子供の歯を無理矢理治療していく怪人。歯医者の使う道具で攻撃してくる。悪役の中ではトイレットネイター並に登場している。
その正体はお菓子屋の主人であり、歯科医になることが夢だったが、子供の歯を矯正した事で退学処分を受けてしまう（厳密には病気のない子供の歯も矯正しすぎた）。家族のお菓子屋を継ぐしか道が無く、虫歯の原因となるお菓子を食べる子供を見ていられず、矯正用ヘッドギアを身に付け歯を守る騎士、ナイトブレイスとなった。
クレイジーオールドキャットレディー
声 - 田中美代子 → 堀越真己/英 - グレイ・デライル
猫屋敷でたくさんの白猫と黒猫を飼っている老婆。飼い猫たちを合体させて巨大な猫にする事ができる。猫の着ぐるみを着たナンバー4を捕まえて、自分の飼い猫にしようとする。
ただのカゼ/Common Cold
声 - 落合弘治/英 - トム・ケニー
つねにひどい風邪をひいている怪人。そのため鼻声である。世界中の人間をインフルエンザにするべく、ナンバー2の弟トミー(ナンバー2にかまってもらえない)と手を組む。自分の鼻水を弾にする、非常に汚い技をもつ。四年の学年委員長の叔父でもある。
デイブ
セクターVのテレビルームにあったソファーの中の住民の帝王。意味のわからないジョークに爆笑する。他の住民の名前もみんなデイブ。
サッカー・ママ
ナンバー4が参加していた、大人を牛に見立てた闘牛に登場していた悪役。サッカーが得意な気の荒い人。後にナンバー4の個人的事情でミスター・ボス、スパンキュロット伯爵、トイレットネーター、スティッキー・ベアード等と共にボウリング大会に出場したこともある。
ポッティー・マウス
赤ちゃん社長（ミスター・ベビー）
子供向けテレビ局の社長。自社のテレビ番組を世界中に放送するため打ち上げた衛星がKNDのグローバル通信衛星網を妨害していたためKNDと敵対する事になる。見た目は赤ん坊そのものだが赤ん坊扱いすると激怒する。赤ちゃん光線を発射する通信衛星を使い世界中の人間を赤ん坊に変えようとした。
グランドファーザー
声 - 丸山壮史/英 - ニール・ロス
ファーザーの父親。映画版に登場。当初はヨボヨボでとぼけた人物だったが、ファーザーが奪ったKND記憶装置により、周りの影を取り込み、ファーザー同様黒い影そのものと化してしまう。タピオカが好物で記憶を無くす前はタピオカ工場を設置し、子供にこき使わせていた。強大な力で世界をタピオカ好きな高齢者ゾンビの世界に変えようと目論む。その正体はかなり意外な人物である。

#### ティーンエイジャー
ファーザーが設立した対KNDの戦闘集団。メンバー全員が中学生であり戦闘能力ならKNDより一枚上手である。ただし戦闘はファーザーかクリーの命令によるものかKNDからの攻撃でなければあまりしない。
クリー・リンカーン/Cree Lincoln（ナンバー11/Numbuh 11）
声 - 山川亜弥/英 - クリー・サマー
ナンバー5の姉で、高校生。元はセクターVのリーダーであり、KNDでは最強のメンバーだった。現在はKNDを引退して、ティーンエイジャーのリーダーとしてKNDに敵対している。ナンバー5の格闘術は彼女が教えたもの。ベビーシッターの資格を持っており、ナンバー2の家にベビーシッターとして潜入したこともある。シーズン2では数エピソードにかけて月面基地に侵入しようとしたが、KNDを裏切ったチャドに失敗を聞かされ諦めるものの、チャドを仲間にスカウトした。スポーツブラを付け始める年頃。ちなみに名前の由来は英語版のナンバー5とクリーの声優で歌手のクリー・サマー。
モーリス/Maurice（ナンバー9/Numbuh 9）
声/英 - カリー・ペイトン
ナンバー5の憧れのKNDの先輩。優秀なKND隊員のだったが、13歳を迎えてKNDを引退しティーンエイジャーに入る。しかしそれは表向きであり、実際は大人やティーンエイジャーをスパイする「スーパーシークレット部隊」に移った。その為、彼はティーンエイジャーのメンバーの中でKNDとの戦闘にあまり関わっていない。クリーとの仲が良いらしく、彼女からキスされることも（ただしこの時汗臭かったのとファーザーの家で彼の留守中にパーティーをしたため彼が戻ってくるのを仲間から聞いた後に逃げ、未遂に終わった）。
チャド・ディクソン/Chad Dickson（ナンバー274/Numbuh 274）
声 - 岸本周也、栗山浩一、入江健夫/英 - ジェイソン・ハリス
月面基地所属。おそらくアメリカ出身。シーズン2の最後で13歳の誕生日を迎えるまでは、KNDの総司令官でトップだった。その強さと理知的な雰囲気からKNDメンバーの間でグッズがやりとりされたりサインをねだられたりするほどの人気者だったが、実は両親であるメガママとぶっこわしパパによってたくさんの習い事をさせられていた。そんな彼も13歳の誕生日を迎えた時にKNDを5年間育てた栄光を手放すのを拒み彼の年齢を知ったナンバー1たちを抹殺しようとしたが失敗、その後KNDを裏切ることになる。それ以降はティーンエイジャーとなり、アメフトチームと共にKNDの前に立ち塞がる。しかしシーズン6のラストエピソードで引退はしておらず、グランドファーザーの正体を掴むためにティーンエイジャーに入り、過激派とも繋がっていたことが明らかになった（そもそもアメフトの回で本人は裏切ったのではなくあくまでも強いチームに鞍替えしたと言っている）。初登場時とそれ以降の登場で衣装が若干変化している。
ナンバー12/Numbuh 12
声 - 御崎真美/英 - ジェニファー・ヘイル
ナンバー86のパジャマパーティーに訪れた少女。亜麻色のパーマ毛。ナンバー86の友達になると約束するが、実は彼女は13歳の誕生日を間近に迎えており、そのままティーンエイジャーに内通していた。その後は不明だが少なくともティーンエイジャーに入った模様。

#### 子供
KNDと同じ年齢の子供であるが方向性が悪い大人達と同じであるため対立する。
通りの向こうのおすましキッズ/Delightful Children From Down the Lane（セクターZ/Sector Z）
声 - 鈴木正和、柴田創一郎、小暮英麻、中村俊洋、阪口周平/英 - ベンジャミン・ディスキン、ディー・ブラッドリー・ベイカー、クリー・サマー、真の姿の声 - オギー・バンク、デイヴ・ヴィッテンベルク、ジェニファー・ヘイル、トム・ケニー
本作のカートゥーン ネットワーク・ヴィランズ。 KND最大の宿敵で悪の親玉のファーザーの子供たち（実子ではないためナンバー1のいとこには当たらない）。性格自体は素直な良い子たちでいつも5人セットで行動する（一度だけ離れて行動したことがある）。単に「おすましキッズ」と言われることが多い。常に5人一緒に抑揚無く話す。学校の机も5人で一つ。
様々な作戦やメカを駆使してKNDを追い詰めていくが、毎回KNDに撃退され、遠くへ吹っ飛ばされるか、高所から落下するのが定番となっている。
ナンバー1をスキンヘッドにさせた張本人であり、その時の後遺症からかもう毛は生えないとナンバー1本人は語っている。
配下にアイスクリーム会社の従業員や不良である宿題強盗団を抱えており、裏のある優等生の色合いがある。
ティーンエイジャーとも繋がっているため、彼らに有利な情報を提供する。彼らのチームに入り、「通りの向こうのおすましティーンズ」になろうとしたこともあったが、彼らの態度や性格に振り回されたため、冷めてしまった。
彼らの誕生日でのバースデーケーキ争奪戦は、もはやシーズンごとの名物となっている。
実は彼らの正体は行方不明となっていたKNDの元セクターZのメンバー。ファーザーの洗脳装置によって現在のようになっており、通常の処置では元には戻れなくなっているが、映画版では一時的に元に戻りナンバー1と一緒に戦った。
ちなみに彼らの本名は、ヘルメットの少年はレニー、金髪の少女はアレッサンドラ、長身の少年はデビッド、小柄で金髪の少年はブルース、小柄で太った少女はコンスタンス。5人ともイギリス人。
DNKが存在するマイナスの世界が舞台となった43話ではラフな格好をした正義の味方として登場し、ナンバー1と共にDNKと戦っている。
セクターZのときの名残か、時代遅れの服をファーザーに買ってもらおうとしたことがある。
ハインリッヒ・フォン・マルチパン/Heinrietta “Heinrich” Von Marzipan
声 - 前島貴志 → 朝倉栄介、外村晶子/英 - ディー・ブラッドリー・ベイカー、キャンディ・ミロ
世界中を珍しいお菓子を探し求めて旅するスイーツハンター。
目的を同じくするナンバー5とはライバルで、その因縁から幾度となく対決することになるが、大抵、酷い目に遭う。
太った少年に見えるが、実は元はスタイルが良い少女で、過去にナンバー5のせいでキャラメルの呪いにかかってしまい、今のような姿及び性格になってしまう。
最後の登場となる回で、他のKNDメンバーを巻き込み、ナンバー5のキャラメルを本人の目の前で食べようとしたところ、ナンバー5が自身のキャラメルを持っていたことを知り、それを受け取る。呪いを解かせる「自身のキャラメルを他人に譲渡する」ことに、最初は強く否定したが、ナンバー5の必死の説得により、ナンバー5に譲渡したことで呪いが解かれ、ナンバー5とも和解する。
キング・サンディ
声 - 田中一永/英 - ジェームズ・アーノルド・テイラー
王様ごっこが好きな子供で、常に偉そうにしている。
体の大きな従兄弟たちを従えて、ナンバー3を花嫁にしようと目論む。
しかし後に、そのナンバー3の妹のムシのほうと仲良くなり、彼女が家出した際にも協力する。
ジェームス・ニクソン・マクガーフィールド
四年生の学年委員長。自称、永遠の四年生「マスタープレジデント」。名前はアメリカ合衆国の歴代大統領のパロディ。
通称「ジミー」だが、そうは呼ばれたくない。叔父にただのカゼがいる。
権力欲と自己顕示欲が強く自信家に見えるが、実は気弱な面を隠し持っている。
市の教育委員会に意見書(授業時間の短縮及び学食にピザの追加を要請)を出しに行くところをセクターVに護衛され、アイスクリーム屋やおすましキッズの妨害に遭いながらもたどり着くが、後にファーザーに丸めこまれてしまい、KNDと敵対。
気があるリジーを自身の彼女にしようと洗脳したが、強く抵抗。更に力を強めようとしたところ、ナンバー1に襲撃され敗北。
拘束され、輸送される最中、アンナと結ばれる。
アンナ・ワージントン
声 - 田中美代子 → 斉藤梨絵/英 - アンディ・マカフィー
四年生の学年委員長の忠実な秘書。
普段の学年委員長は殆ど彼女の言いなりになっているものの、彼女自身は学年委員長に好意を抱いていた。
実はおすましキッズの手先で、後に学年委員長とともにKNDと敵対して敗北。
委員長と共に拘束されるが、輸送中に告白し、見事に結ぶ。
宿題強盗団
西部劇のガンマンのような格好をした不良集団で、子どもたちがやってきた宿題を横取りすることをしている（原語版ではSix Gun Gangという名前であり、日本語版でも別の回で一度Six Gun Gangと呼ばれている）。
実は彼らもおすましキッズの手下であり、ナンバー1を牢屋に収監した時の看守もやっていた。
雇われ人なのかその回の集団は別人だったのかは不明だが、ナンバー2に忘れ物を届けたこともある。
アーネスト
いじめっ子バトルや割れ物野球を主催していたいじめっ子の少年。いじめっ子バトルを台無しにしたナンバー4を恨んでいる。
お山の下のしぶといツインズ/Interesting Twins from Beneath the Mountain
ファーザーに仕える双子の少年と少女。変装が得意で様々な人物や動物の姿に化けることが出来る。
日本に里帰りしたナンバー3を追跡してKND日本支部の場所を探ろうとするが、返り討ちにされた。
後に入団テスト生としてなりすまし、再登場したが、結局返り討ちにあっている。
意地悪なキッズ/Destructively Nefarious Kids（DNK）
ナンバー4の家のプールとつながっていた大人が遊び、子どもが働かされているマイナス世界のKND。
表の一人一人と性格がすべて正反対の人間が存在し、凶暴化している。
そんな子供たちからも恐れられており、表の世界も乗っ取ろうとしたボスは意外な人物だった。
ウィンザー
声 - 岸本周也/英 - ジェイソン・マースデン
ムースク（後述）の会社の御曹司で上司。ムースクがワーカホリックになって仕事を放棄した後の始末をつける為に、ムースクを連れ戻そうと彼の同志を装い接近していた。

### セクターVメンバーの家族
モンティ・ウノ/Monty Uno（ナンバー0/Numbuh 0）
声 - 大久保利洋/英 - フランク・ウェルカー
ナンバー1の父。釣りやスーザフォンを吹くのが趣味で、温厚でマイペースなため周りの状況に流されやすい面があり、新聞記事にすぐ感化されるなど少々ぼけたところがあるがそれらは全て息子と良い関係を築こうとする努力の表れである。
その正体は子供が大人に対抗する術が書かれた「KNDブック」を発見し、かつて子供達の支配者であったグランドファーザーを倒してKNDの間で伝説として語り継がれているナンバー0。正体が謎に包まれていたのはにかつての記憶を復帰モジュールに封印したことや、大人に対抗する伝説のKNDブックを所有したため。自分の息子として「お前は私の才能を受け継いだ」とKNDの姿として初めて褒め、その言葉にナンバー1は顔を赤らめていた。実は彼の兄弟はファーザーであり、父親がグランドファーザーである（ナンバー1から見れば叔父と祖父の関係にあたる）。映画版ではナンバー1によりかつての記憶が蘇りグランドファーザーと再び対決。肉弾戦では負けるもののナンバー1が月面基地をグランドファーザーに突っ込んだことにより、引退ルームでグランドファーザー共々記憶を再び封印する。最終回にてKND過激派メンバーとの交流で再び記憶を戻してもらい、妻でありナンバー1の母は同じく元KNDメンバーの「ナンバー999」だったことを告白した。
シャーリー（ヴィーゴ）/Shirley（Viggo）（ナンバー1600/Numbuh 1600）
声 - 鈴木正和/英 - グレッグ・サイプス
ナンバー1が過激派の二人に見せられていた夢の中に登場した合衆国大統領となっていた大人のナンバー1の息子。表向きはおすましキッズに似た風貌と喋り方だが、「子供に何の権利も与えない条約」を結ぼうとする大人に対抗しているKNDメンバーのセクターVの現リーダー「ナンバー1600」で、その時は「ヴィーゴ」と名乗る。ナンバー1からは「シャーリーの方がまだマシだな」と語った。
トミー・ギリガン/Thomas “Tommy” Gilligan（ナンバーT/Numbuh T）
声 - 須部和佳奈、舘林和美/英 - ディー・ブラッドリー・ベイカー
ナンバー2の弟。よく兄につきまとう。お調子者の気があるが頭の回転は兄以上に早い。かなりの風呂嫌い。祖母のリディアを特に恐れている。KNDの訓練生としてトレーニングを積み、わずかな間だけ「ナンバーT」という名でKNDに参加したが、ファーザーの策略でKNDメンバーのほとんどが戦闘不能な状態の時に、打開策としてコードモジュールの中にある自分のデータを消してKNDを離脱し、ファーザーに勝利した。それ以降は正義の味方としてしばしばKNDたちの手助けをする。
リディア・ギリガン
声 - 須部和佳奈 → 中村日出子/英 - キャンディ・ミロ
ナンバー2とトミーの母方の祖母。年齢の影響からか、かなり気難しく意地が悪い。実は高齢者レンジャーのリーダーで少佐を務めている。特殊なクリームでティーンエイジャーに若返った時は戦闘力はかなり高く、杖を使って棒術で戦う。しばしばナンバー2を弟のトミーと間違える。
カニ・サンバン
声 - 中村俊洋/英 - キーオン・ヤング
ナンバー3とムシの父。いつも苛立っており、非常に怒りっぽい。おまけに家中が凍りつくほど低い温度でクーラーの温度を設定するほどの熱がり。ツリーハウスにやってきて、だらしなく羽を伸ばした末に氷漬けにしたこともある。
ゲンキ・サンバン
声/英 - ローレン・トム
ナンバー3とムシの母。夫とは異なって物静かで、また非常に生真面目。しかし怒りっぽいところも持ち合わせている。ナンバー4の父親と同じ会社の経理。ナンバー2の母親の仕事の上司。
ムシ・サンバン
声 - 松久保いほ/英 - タラ・ストロング
ナンバー3の妹で、5歳。姉と一緒で可愛いものが大好きで、一緒にレインボーモンキーのテーマパークに遊びに行ったりする。一見すると姉とは仲が良いようだが、実は姉を小馬鹿にしたりと腹黒い一面もあり、また非常に嫉妬深い。姉が大事にしていたレインボーモンキーを殺し、そのことをナンバー2に暴かれた為にKNDと敵対。父親によって外出禁止を言い渡されたが、密かに殺したレインボーモンキーをぬいぐるみ墓場から持ち出し、先の罪をスパンキュロット伯爵が裁こうと現れた際、彼を監禁し、彼のケツ叩きパワーをレインボーモンキーに注入し、ナンバー2に狙うよう命令。後に真相に気づいたナンバー2と肉弾戦で勝負。レインボーシャワー（クレヨンを八方へミサイルのように飛ばす）で追い詰めるものの、ナンバー2の逃げた先にスパンキュロット伯爵がいたことでケツ叩きパワーを取り戻され、逆に伯爵から仕返しを受け、外出禁止も人生5回分に増やされてしまうが、キング・サンディの婚約者（ガールフレンド）として出奔した。
サリー・サンバン
声 - 小暮英麻/英 - タラ・ストロング
ナンバー3の孫娘。男の子が迫害されている未来の世界を救うべくナンバー4に接触する。
ビートルズ氏
ナンバー4とジョーイの父。家のプールを維持する為に本業の他にアルバイトをしている。ボウリングの腕前はかなりのもの。
ジョーイ・ビートルズ
声/英 - ディー・ブラッドリー・ベイカー
ナンバー4の弟。まだ赤ん坊だが、実はあるスポーツの世界的なエキスパート。
ドクター・リンカーン
声 - 長嶝高士/ 英 - ケビン・マイケル・リチャードソン
クリーとナンバー5の父。大きな病院の医者で、お菓子を焼くのが好き。たまに空気の読めないセクハラ発言を娘にすることがある。KNDの面々の態度には困惑しながらも快く接してくれている。
以前は「チャンコ」という名前でピエロとして働いていたが、間抜けだという理由で医者に転職した。

### 学校の関係者とクラスメイト
トンプソン先生
声 - 田中美代子 → 若泉絵子/英 - ジェニファー・ヘイル
セクターVのメンバーやおすましキッズのクラスを受け持つ女性教師。第29話（Bパート）から赴任してきた模様。頭が悪く学校嫌いなナンバー4が歓心を買おうと一生懸命宿題をする程の美人だが、彼女自身は劣等生であるナンバー4を酷く軽視している。口が軽く秘密にするべき事をつい喋ってしまう癖も。実は別れた夫から貰ったペンダントの影響で他人の出来の良い宿題を食べる獰猛な犬になってしまう（ヴァレリーもこれにより犬化されてしまった）。一時はナンバー5を味方につけることに成功し、ナンバー4を追い詰めるが前述の癖でペンダントの秘密をばらしてしまう。最終的には元に戻り、以後ペンダントをつけないことを決意した。
リジー・ディヴァイン/Lizzie Devine
声 - 沢海陽子 → 谷井あすか/英 - グレイ・デライル
ナンバー1のガールフレンド。任務を優先するナンバー1を無理矢理KNDから引き離そうとしたりと強引なところもあるが、基本的にはとても仲の良い恋人同士。かなりの焼きもちやきで、しばしばナンバー1を振り回すこともある。ナンバー1の事を「ナイジー」と呼ぶ。シーズン6でプログラムの暴走でヤンデレと化したツリーハウスの猛攻により巻き込まれながらも任務を優先するナンバー1のことを想い、彼と別れてしまう。
ヴァレリー
声/英 - グレイ・デライル → ヒンデン・ウォルチ、ディー・ブラッドリー・ベイカー（犬）
セクターVの面々と同じ小学校に通う女の子。校内の優等生クラブに所属してるので教師受けは良いが、周囲からはあまり好かれておらず、ナンバー5とは犬猿の仲。トンプソン先生が持つペンダントの影響により他人の出来の良い宿題を食べる獰猛な犬に変身する。
キッド
ナンバー2と飛行機勝負を繰り広げたライバル。大空を守るニヒルな少年。後にチューバソンレースの回やサラダオイルの回で再登場する。海外では「エース」と呼ばれることが多い。
エッグボーイ（エッグバート・エクルストン）
セクターVの5人と同じ学校に通っているその名の通り卵のような体型をした少年。ジミーの後任の学級委員長を決める選挙で立候補したナンバー1を破り新たな学級委員長に就任する。そのエピソード以前にも色々なシーンで登場している。
レオナ
声 - 堀絢子/英 - キャンディ・ミロ
セクターVのメンバーと同じ小学校の女生徒。独特のファッションセンスを持ち「唾飛ばしレオナ」と呼ばれている。彼女の持つ「秘密の場所」を狙ったおすましキッズに誘拐される。実は300歳のおばあちゃん。

### その他
レインボーモンキー/Rainbow Monkeys
テレビ、映画、スナック、テーマパーク等さまざまなメディアに進出してる子供達に大人気のぬいぐるみ。頭の上に虹が架かっているのが特徴で種類も豊富。子供にはもちろんの事、実は大人にも隠れファンが多い。ナンバー4はガキっぽいと馬鹿にしている（ただしシリアルに関しては協力している）。
レインボーモンキーアイランドという島にモデルとなった猿が存在している。ただし外見は似ても似つかない。
カウガール・ラッソラス/Lasso Lass
声 - 清水千恵/英 - キャンディ・ミロ
ツリーハウスに住むカウガール。しかし本当は入れ歯をするほどの大人。ウィンクとフィッブとは子ども時代に一緒にチームを組んで遊んだ仲だった。
ギリギリ教授/Professor XXXL
声 - 原田晃/英 - フランク・ウェルカー
マッド・サイエンティスト。南極の研究所やブレインフォード大学にて「ある研究」をしている。その言動が誤解を招いて、KNDに狙われる。ちなみにパイロットフィルムの『ケニーとチンピー』にも登場する。
ムースク/Moosk
声 - 稲葉実/英 - ジム・カミングス
ネクタイを強制された子どもたちをネクタイから解放する、珍しく子どもの味方をするワイルドな大人。大人に不信感を持つナンバー1からも「同志」と呼ばれた。正体はウィンザーの父親が経営する会社の優秀な会計士だった。彼が会社を出た後、業績はかなり悪化したと言う。その後は元の会社に戻ったがナンバー1から送られたスプレー糊を使い再び暴れだした。
シャウニー・フルブラウト/Shaunie Fulbright
声 - 堀越真己/英 - ロブ・ポールセン
ナンバー86の下の弟で、ナンバー85の実弟。ナンバー1がパディーの散髪の写真を提示すると、一緒に去ることに同意した。

## スタッフ

### 日本語版制作スタッフ[1]
- 演出：二瓶紀六
- 翻訳：矢田恵子
- 録音・調整：吉田晋（第1話〜第13話）→宮本浩（第14話〜第36話）[2]
- 制作担当：小野田徹（第1話〜第36話）、丸山晋（第1話〜第36話）
- プロデューサー：末次信二、伊藤文子 (カートゥーンネットワーク)
- エグゼクティブ・プロデューサー：松下健司 (カートゥーンネットワーク)
- 制作：東北新社、カートゥーン ネットワーク

## エピソード

### シーズン1
便宜的に、日本への上陸時期を基準とする
| 話数 | サブタイトル                                           | 原題                                           | 日本放送日    |
| ---- | ------------------------------------------------------ | ---------------------------------------------- | ------------- |
| 1    | 敵のデザートを奪え! ケニーとチンピー プールを取り戻せ! | C.A.K.E.D. Kenny and the Chimp No P in the OOL | 2004年 9月4日 |
| 2    | アイスクリームを奪え! ハマグリ大砲を作れ!              | I.-S.C.R.E.A.M. C.A.N.N.O.N.                   | 2004年 9月4日 |
| 3    | 最後はゴムバンド きたない歯を守り抜け!                 | N.O.-P.O.W.U.H. T.E.E.T.H.                     | 9月5日        |
| 4    | キャンディを守れ! カウガールを救え!                    | P.I.R.A.T.E. C.O.W.G.I.R.L.                    | 9月5日        |
| 5    | カブの供給源を突き止めろ! 地球撲滅計画を阻止せよ!      | T.U.R.N.I.P. M.I.N.I.G.O.L.F.                  | 9月11日       |
| 6    | ボスの悪だくみをつぶせ 大雪の日をつくれ                | O.F.F.I.C.E. A.R.C.T.I.C.                      | 9月11日       |
| 7    | 珍種のシラミを退治せよ! デートなんだ見逃してくれ       | L.I.C.E. L.I.Z.Z.I.E.                          | 9月12日       |
| 8    | ハエに気をつけろ! 大人を増やすな!                      | T.H.E.-F.L.Y. P.O.I.N.T.                       | 9月12日       |
| 9    | 赤ちゃん社長と戦え! スカンクにかまうな!                | C.A.B.L.E.-T.V. C.A.M.P.                       | 9月18日       |
| 10   | ただのカゼを倒せ! ナンバー274を救え!                   | T.O.M.M.Y. C.H.A.D.                            | 9月18日       |
| 11   | 拷問装置を破壊せよ! 子ども動物園から逃げ出せ!          | P.I.A.N.O. Z.O.O.                              | 9月19日       |
| 12   | 静かに眠らせろ! レインボーモンキーを保護せよ!          | Q.U.I.E.T. R.A.I.N.B.O.W.S.                    | 9月19日       |
| 13   | 子どもに戻せ!                                          | G.R.O.W.-U.P.                                  | 9月26日       |

### シーズン2
| 話数 | サブタイトル                                        | 原題                               | 日本放送日      |
| ---- | --------------------------------------------------- | ---------------------------------- | --------------- |
| 14   | 巨大ネコをやっつけろ! ビン詰めキッズを解放せよ!     | C.A.T.S. P.O.P.                    | 2004年 10月17日 |
| 15   | お仕置き伯爵を追い払え! 舞踏会へ乗り込め!           | S.P.A.N.K. D.A.T.E.                | 2004年 10月17日 |
| 16   | ブラの秘密を探れ! タピオカプリンを処分せよ!         | S.U.P.P.O.R.T. T.A.P.I.O.C.A.      | 10月23日        |
| 17   | 大人の映画にもぐり込め! キッズバーガーを追いかけろ! | M.O.V.I.E. F.A.S.T.-F.O.O.D.       | 10月23日        |
| 18   | 取られたパパを奪還せよ! ヒゲをそり落とせ!           | O.O.M.P.-P.H.A.H. S.H.A.V.E.       | 10月24日        |
| 19   | 第4のフレーバーを探せ! キスに負けるな!              | F.L.A.V.O.R. K.I.S.S.              | 10月24日        |
| 20   | 幽霊ハムスターをやっつけろ! 逃亡者を追跡せよ!       | G.H.O.S.T. F.U.G.I.T.I.V.E.        | 10月30日        |
| 21   | チーズ将軍の座を奪え! お節介はやめろ!               | T.H.E.-S.H.O.G.U.N. C.O.L.L.E.G.E. | 10月30日        |
| 22   | 箱を取り戻せ! 暗殺パンツに気をつけろ!               | R.E.P.O.R.T. B.R.I.E.F.            | 10月31日        |
| 23   | 再び敵のデザートを奪え! 月面基地へ向かえ!           | C.A.K.E.D.-T.W.O. S.P.A.C.E.       | 10月31日        |
| 24   | 結婚式をぶちこわせ! 秘密工作を決行せよ!             | B.E.A.C.H. U.N.D.E.R.C.O.V.E.R.    | 11月6日         |
| 25   | 大空を制覇せよ! ニッポンへ向かえ!                   | D.O.G.-F.I.G.H.T. T.R.I.P.         | 11月6日         |
| 26   | 引退の危機をはねとばせ!                             | E.N.D.                             | 11月7日         |

### シーズン3
| 話数 | サブタイトル                                                  | 原題                                   | 日本放送日     |
| ---- | ------------------------------------------------------------- | -------------------------------------- | -------------- |
| 27   | 未来を救え!                                                   | F.U.T.U.R.E.                           | 2005年 2月14日 |
| 28   | アスパラガスの海に沈むな! リーダーの命令に服従せよ!           | A.F.L.O.A.T. L.E.A.D.E.R.              | 2月15日        |
| 29   | ユートピアに気をつけろ! 宿題強盗と決闘せよ!                   | U.T.O.P.I.A. R.O.B.B.E.R.S.            | 2月16日        |
| 30   | 若返りの泉を守れ!                                             | F.O.U.N.T.A.I.N.                       | 2月17日        |
| 31   | デカ尻写真の流出をくい止めろ! 訓練生よ基地を守れ!             | B.U.T.T. T.R.A.I.N.I.N.G.              | 2月18日        |
| 32   | 歴史を探れ! パジャマパーティーに潜入せよ!                     | A.R.C.H.I.V.E. S.L.U.M.B.E.R.          | 2月19日        |
| 33   | 水風船の謎を解け! 愛の城から脱出せよ!                         | P.I.N.K.-E.Y.E. K.A.S.T.L.E.           | 2月20日        |
| 34   | 今年もバースデーケーキを奪え! ツリーハウスを閉鎖せよ!         | C.A.K.E.D.-T.H.R.E.E. L.O.C.K.D.O.W.N. | 2月21日        |
| 35   | ジャイアントモンキーを追っ払え! 究極のキャンディーを取り返せ! | H.U.G.S. J.E.W.E.L.S.                  | 2月22日        |
| 36   | 新人トミーよKNDを救え!                                        | G.R.A.D.U.A.T.E.S.                     | 2月23日        |
| 37   | ハロウィンだお菓子を集めよ! おたくゾンビと戦え!               | T.R.I.C.K.Y. U.N.C.O.O.L.              | 2月24日        |
| 38   | 学年委員長を保護せよ! 入院患者を敵から守れ!                   | P.R.E.S.I.D.E.N.T. H.O.S.P.I.T.A.L.    | 2月25日        |
| 39   | 芽キャベツを排出せよ! 宿題を食われるな!                       | S.P.R.O.U.T. H.O.U.N.D.                | 2月26日        |

### シーズン4
| 話数 | サブタイトル                                              | 原題                              | 日本放送日     |
| ---- | --------------------------------------------------------- | --------------------------------- | -------------- |
| 40   | フラフラパカスを取り戻せ! ツリーハウスを守れ!             | R.A.B.B.I.T. F.L.U.S.H.           | 2006年 10月8日 |
| 41   | まずい料理と戦え! ディナー事件を暴け!                     | F.O.O.D.F.I.T.E. C.L.U.E.S.       | 10月9日        |
| 42   | チキンナゲットを取られるな! マカロニアートを守れ!         | N.U.G.G.E.T. M.A.C.A.R.R.O.N.I.   | 10月10日       |
| 43   | DNKをやっつけろ!                                          | P.O.O.L.                          | 10月11日       |
| 44   | バースデーケーキを勝ち取れ!                               | :C.A.K.E.D.-F.O.U.R.              | 10月12日       |
| 45   | ベビーシッターに気をつけろ! レインボーモンキーを取り戻せ! | S.I.T.T.E.R. S.A.T.U.R.N.         | 10月13日       |
| 46   | チョコにされるな! パパたちを救え!                         | C.H.O.C.O.L.A.T.E. M.A.T.A.D.O.R. | 10月14日       |
| 47   | ロマンチック・ランチを取り戻せ! 最後の1箱をゲットせよ!    | L.U.N.C.H. M.U.N.C.H.I.E.S        | 10月15日       |
| 48   | ネクタイをやっつけろ! ビリーを救出せよ!                   | K.N.O.T. C.L.O.S.E.T.             | 10月16日       |
| 49   | スノーデイをジャマするな!                                 | S.N.O.W.I.N.G.                    | 10月17日       |
| 50   | モーリスを渡すな!                                         | M.A.U.R.I.C.E.                    | 10月18日       |
| 51   | 最後まで歌わせて! リモコンを取り戻せ!                     | L.O.V.E. C.O.U.C.H.               | 10月19日       |
| 52   | ウィザードに負けるな! 最後のコードを手に入れろ!           | D.O.D.G.E.B.A.L.L. F.E.R.A.L.     | 10月20日       |

### シーズン5
| 話数 | サブタイトル                                              | 原題                                | 日本放送日     |
| ---- | --------------------------------------------------------- | ----------------------------------- | -------------- |
| 53   | クリスマスを消すな!                                       | N.A.U.G.H.T.Y.                      | 2007年 7月20日 |
| 54   | おすましキッズの陰謀をつぶせ!                             | E.L.E.C.T.I.O.N.S.                  | 7月21日        |
| 55   | 巨大アヒルに捕まるな! 赤ちゃんを守れ!                     | D.U.C.K.Y. D.I.A.P.E.R.             | 7月22日        |
| 56   | いじめっ子に負けるな! 金魚の墓場をさがせ!                 | B.U.L.L.I.E.S. F.I.S.H.Y.           | 7月23日        |
| 57   | ワレモノ野球だ かっ飛ばせ! 予防注射から逃げろ!            | B.R.E.A.K-U.P. S.A.F.A.R.I.         | 7月24日        |
| 58   | ティーンエイジャーに仕返しせよ! 感染をくい止めろ!         | V.I.R.U.S. O.U.T.B.R.E.A.K.         | 7月25日        |
| 59   | グランドキャニオンで記念日だ! ジャマイカへ飛べ!           | C.A.N.Y.O.N. H.O.L.I.D.A.Y.         | 7月26日        |
| 60   | バースデー・アイスケーキを奪え!                           | C.A.K.E.D.-F.I.V.E.                 | 7月27日        |
| 61   | 新人採用テストを実施せよ! クールな頭を守れ!               | R.E.C.R.U.I.T. D.A.D.D.Y.           | 7月28日        |
| 62   | ジョークをとばすな! 幼稚園児の仕返しにそなえろ!           | C.L.O.W.N. S.P.A.N.K.E.N.S.T.I.N.E. | 7月29日        |
| 63   | エアコンにさわるな! ストライクをねらえ!                   | H.O.T.S.T.U.F.F. M.I.S.S.I.O.N.     | 7月30日        |
| 64   | ハインリッヒを探せ! レインボー・モンキーをホームに入れろ! | L.I.C.O.R.I.C.E. H.O.M.E.           | 7月31日        |
| 65   | 最高指導者の座を守れ!                                     | I.T.                                | 8月1日         |

### シーズン6
| 話数 | サブタイトル                                    | 原題                          | 日本放送日    |
| ---- | ----------------------------------------------- | ----------------------------- | ------------- |
| 66   | 子供たちの安全を守れ!                           | S.A.F.E.T.Y.                  | 2008年 1月5日 |
| 67   | 図書館へ向かえ! 授賞式にもぐり込め!             | E.N.G.L.A.N.D. A.W.A.R.D.S.   | 1月6日        |
| 68   | 休み時間を取り戻せ! HNDよネコと戦え!            | R.E.C.E.S.S. H.A.M.S.T.E.R.   | 1月12日       |
| 69   | 大統領に就任せよ!                               | W.H.I.T.E.H.O.U.S.E.          | 1月13日       |
| 70   | ホウレン草を口に入れるな! メモを配達せよ!       | S.P.I.N.A.C.H. M.E.S.S.A.G.E. | 1月19日       |
| 71   | 橋を破壊せよ! ソーダを運べ!                     | B.R.I.D.G.E. S.I.X.           | 1月20日       |
| 72   | 自転車を守れ!                                   | T.R.I.C.Y.C.L.E.              | 1月26日       |
| 73   | ビックリ逮捕の謎を解け! パーティー客を追っ払え! | C.R.I.M.E. P.A.R.T.Y.         | 1月27日       |
| 74   | 犬屋敷の主と戦え! 太陽系を飛び出せ!             | D.O.G.H.O.U.S.E. P.L.A.N.E.T. | 2月2日        |
| 75   | 最優秀発明賞をねらえ! 農場に身を隠せ!           | S.C.I.E.N.C.E. A.M.I.S.H.     | 2月3日        |
| 76   | ガールフレンドを待たせるな!                     | G.I.R.L.F.R.I.E.N.D.          | 2月9日        |
| 77   | キャラメルの呪いをとけ! 月面基地を隠せ!         | C.A.R.A.M.E.L. M.O.O.N.       | 2月10日       |
| 78   | 条約を結ばせるな!                               | T.R.E.A.T.Y.                  | 2月16日       |

### 映画
| サブタイトル           | 原題     | 日本放送日    |
| ---------------------- | -------- | ------------- |
| オペレーションZ.E.R.O. | Z.E.R.O. | 2007年9月22日 |

### 最終回
| サブタイトル      | 原題                 | 日本放送日   |
| ----------------- | -------------------- | ------------ |
| 最後の任務を語れ! | I.N.T.E.R.V.I.E.W.S. | 2008年9月2日 |

### 日本未放送エピソード
- ビリー&マンディのハチャメチャ大作戦（The Grim Adventures of the KND）[6]